# Arroyo Vejigas Chico
Der Arroyo Vejigas Chico ist ein Fluss in Uruguay.
Er entspringt auf dem Gebiet des Departamento Canelones in der Cuchilla Grande ostsüdöstlich der Ortschaft Tala und nördlich von Migues. Von dort fließt er in Süd-Nord-Richtung und führt unter der Ruta 12 entlang. Kurz vor seiner Mündung linksseitig in den Arroyo Vejigas unterquert er die Ruta 40 und führt am Paso de la Horqueta vorbei.